# Catherine Samba-Panza
Catherine Samba-Panza (Fort-Lamy, 26 giugno 1954) è una politica centrafricana, presidente ad interim della Repubblica Centrafricana dal 2014 al 2016.
Era il sindaco di Bangui prima di diventare presidente e la prima donna a prendere tale ufficio.

## Biografia
È nata il 26 giugno 1954 a Fort-Lamy, in Africa Equatoriale Francese (oggi Ciad) da padre camerunese e madre centrafricana. Prima di darsi alla politica era una donna d'affari e avvocato aziendale. Era sindaco di Bangui, capitale della Repubblica Centrafricana, durante il conflitto Repubblica Centrafricana (2012-13).
A seguito del conflitto in Repubblica Centrafricana sotto l'amministrazione Djotodia e le dimissioni del presidente Michel Djotodia dopo un vertice CEEAC il 10 gennaio 2014, Alexandre-Ferdinand Nguendet ha servito come presidente facente funzione fino a quando il Consiglio nazionale di transizione (CNT), ha eletto Catherine Samba-Panza come presidente di transizione a un elenco di otto candidati che hanno dovuto dimostrare di non avere collegamenti con il Seleka o l'anti-Balaka. Ha portato il paese alle elezioni generali del 2015-16.